# Майкъл Биспинг
Майкъл Гавин Джоузеф Биспинг (роден на 28 февруари 1979 г.) е английски спортен анализатор, актьор, коментатор и пенсиониран майстор на смесени бойни изкуства, който се състезава в средна и полутежка категория на UFC. Професионален състезател от 2004 г., той е бивш шампион на UFC в средна категория, бивш шампион на Cage Rage в полутежка категория и победител в турнира The Ultimate Fighter 3 в полутежка категория. На UFC 78 той става първият британски боец, който се състезава в главното събитие на UFC. На UFC 199 той става първият британски боец печелил UFC шампионат и остава единственият британски носител на титла на UFC. Въведен е в Залата на славата на UFC на 5 юли 2019 г.